# دايفيد إتش ستيرن
دايفيد إتش ستيرن (بالإنجليزية: David H. Stern)‏ هو مترجم أمريكي، ولد في 31 أكتوبر 1935 في لوس أنجلوس في الولايات المتحدة.